# A Chinese Ghost Story III
A Chinese Ghost Story III (chinesisch 倩女幽魂 III: 道道道, Pinyin Qiànnǚ Yōuhún Sān: Dào Dào Dào, Jyutping Sin3neoi5 Jau1wan4 Saam1: Dou6 Dou6 Dou6 – „A Chinese Ghost Story III: Dao, Dao, Dao“) ist der dritte Film einer Trilogie aus der Genre Wuxia, Fantasy und Geistergeschichten aus dem Jahr 1991.

## Handlung
Ein junger Mönch namens Fong und sein greiser Meister übernachten auf ihrer Wanderung in einem Geisterwald. Während sich der alte Meister der Herausforderung durch die übernatürlichen Wesen stellt, fühlt sich der junge Fong zu der schönen Fee Lotus hingezogen, die – wie im ersten Teil der Trilogie – von einem bösen Baumdämon beherrscht wird.

## Hintergrund
Der dritte Teil dieser Erzählungen scheint ein Remake des ersten Teils der Reihe zu sein. Tatsächlich handelt es sich aber um eine unmittelbare Fortsetzung der Ereignisse, nachdem der Baumdämon, der im ersten Teil lediglich für 100 Jahre „verbannt“ wird, wieder auferstanden ist. Für die deutsche DVD-Version musste der Film komplett neu synchronisiert werden, wobei das Synchronisations-Script vollständig überarbeitet wurde.

## Kritik
Lexikon des internationalen Films: Die Fortsetzung der ersten beiden Geistergeschichten (1987 und 1990) wird wieder mehr von der melodramatischen Geschichte getragen und legt größeres Gewicht auf komödiantische Akzente. „Splatter“-Szenen sind auf ein Minimum beschränkt; statt dessen verstecken sich in der Handlung einige Anspielungen auf die aktuellen politischen Probleme Hongkongs.